# Heleophrynidae
Las ranas fantasmas (Heleophrynidae) son un clado de anfibios anuros endémicos del sur de África. Seis de las siete especies descritas pertenecen al género Heleophryne. Los machos se caracterizan por la producción de mucus extra y una muda de su piel como consecuencia de una vida más acuática durante la temporada de cría. Poseen extensiones en los extremos de los dígitos, tanto en las extremidades anteriores como en las posteriores, característica ausente en los otros grupos de anuros. Heleophryne es definido como el grupo hermano del resto de los miembros del clado Neobatrachia.

## Especies
Se reconocen siete especies en dos géneros según ASW:
- Género Heleophryne Sclater, 1898
  - Heleophryne depressa FitzSimons, 1946
  - Heleophryne hewitti Boycott, 1988.
  - Heleophryne orientalis FitzSimons, 1946.
  - Heleophryne purcelli Sclater, 1898.
  - Heleophryne regis Hewitt, 1910.
  - Heleophryne rosei Hewitt, 1925.
- Género Hadromophryne Van Dijk, 2008
  - Hadromophryne natalensis (Hewitt, 1913)